# Romanç (narrativa)
Històricament, romanç deriva de la paraula francesa medieval romanz / es, en referència a una obra escrita en llengua vulgar i no en llatí. Les primeres plasmacions en aquesta llengua son sobre la visió del món de l'aristocràcia cavalleresca en una mena de poema cavalleresc que va aparèixer per primera vegada a França al segle xii i s'apliquen tant a vers com a prosa; com a exemples, hi ha el Roman de la Rose o el Roman de Troie, generalment de tema cavalleresc i des del principi es van associar amb contes d'aventura.
La preferència per la prosa s'aferma aproximadament entre 1200 i 1225, probablement per proporcionar una aura de veritat històrica, ja que els autors sovint afirmaven que les seves històries eren fidedignes, i l'autenticitat històrica es va associar amb el prestigi de les cròniques llatines. El títol de roman, com el de romanç, inclou especialment els gèneres següents, desenvolupats en l'edat mitjana i el Renaixement: novel·la de cavalleries, novel·la sentimental, novel·la pastoral i novel·la bizantina.
El material principal de què es nodrien els llibres de cavalleries prové de moltes fonts, les més influents eren els contes del rei Artur i els cavallers de la Taula Rodona, transmesos a l'estat espanyol a través de França. Altres fonts inclouen la caiguda de Troia, les croades, les gestes de l'emperador Carlemany i la seva cort, els mites del sant Grial, i el folklore.